# Консольный мост в Пунакхе
Консольный мост в Пунакхе — крытый деревянный мост через реку Мо в Пунакхе, Бутан. Обеспечивает доступ в Пунакха-дзонг. Мост имеет выдающееся религиозное и культурное значение. 

## История
Мост был построен в 1637 году из деревянных балок. Он находится в окружении двух башен, которые стоят напротив друг друга. В 1958 году из-за таяния ледников произошло наводнение, и мост был разрушен, уцелела лишь западная башня.
Между 2006-2008 годами мост был восстановлен, благодаря немецким спонсорам. Благодаря восстановлению моста в Пунакха-дзонг проводились праздники, и коронация нового короля Бутана.